# Annegret Maria Kon

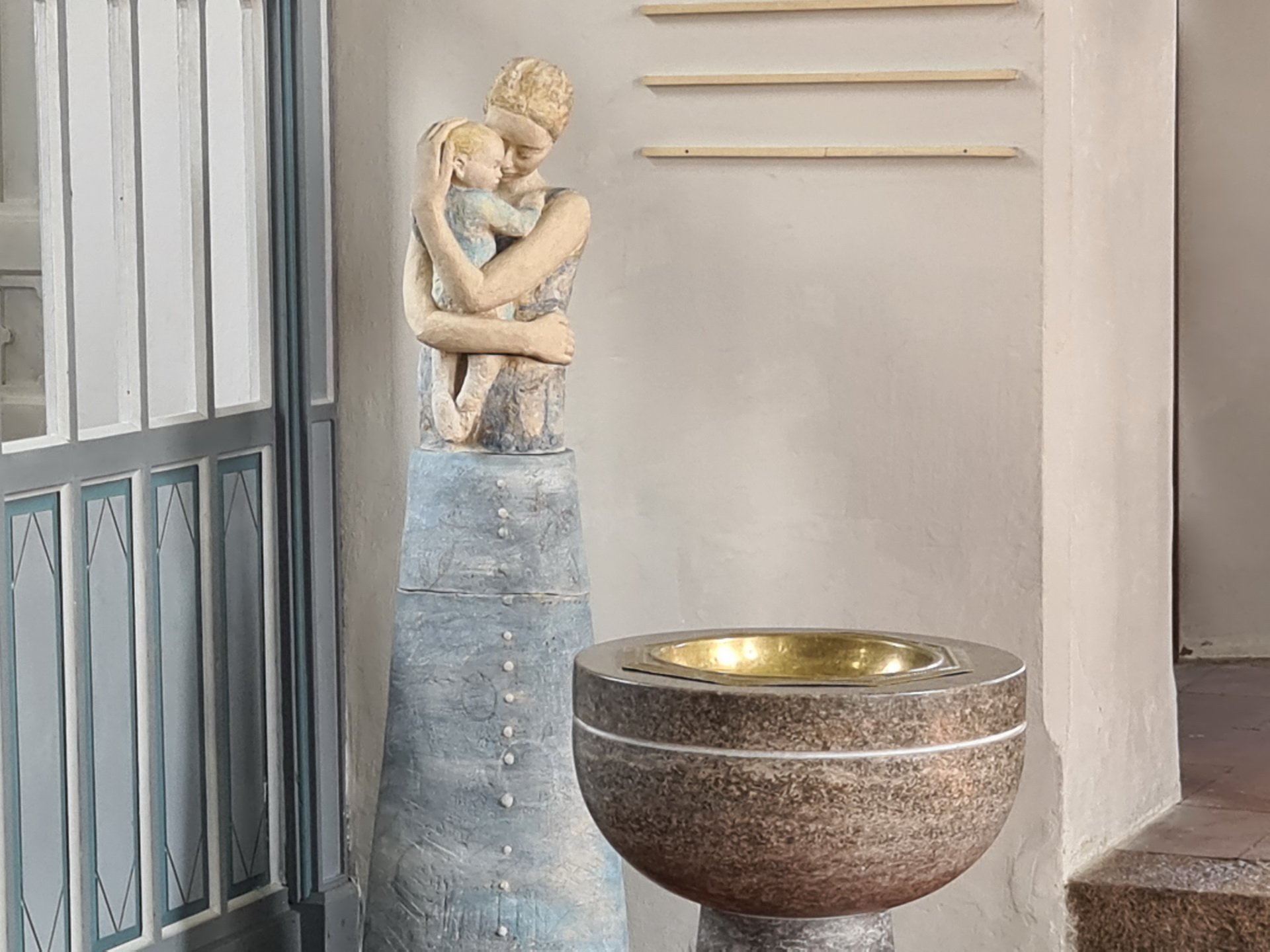
Die von Annegret Maria Kon aus gebranntem Ton geschaffene Skulptur Friede-Lune in der St.-Marienkirche in Basthorst

Annegret Maria Kon (* 1978 in Blieskastel) ist eine deutsche Bildhauerin.

## Leben und Werk
Annegret Maria Kon studierte figürliche Bildhauerei an der Hochschule für Künste in Bremen (HfK Bremen). 2007/2008 war sie Meisterschülerin bei Professor Bernd Altenstein. Seit 2005 nahm sie wiederholt an den im Rahmen der Internationalen Sommerakademie für Bildende Kunst Salzburg veranstalteten Steinbildhauer-Symposien am Untersberg bei Salzburg in Österreich teil. 2005 arbeitete sie während eines einmonatigen Studienaufenthalts in Kapstadt in Südafrika.
Seit 2009 ist Kon an der Bildhauerschule Scuola di Scultura di Peccia in Peccia im Kanton Tessin in der Schweiz tätig.

## Ausstellungen
Kons Skulpturen, insbesondere ihre halblebensgroßen Keramikfiguren, wurden unter anderem in Bremen, Oldenburg (Oldenburg), Herne und Sarajevo (Bosnien und Herzegowina) ausgestellt. Im Jahr 2012 waren ihre Werke Teil der Gruppenausstellung Bilderfinden des Marburger Kunstvereins.